# San Benedetto Val di Sambro
San Benedetto Val di Sambro é uma comuna italiana da região da Emília-Romanha, província de Bolonha, com cerca de 4.372 habitantes. Estende-se por uma área de 66 km², tendo uma densidade populacional de 66 hab/km². Faz fronteira com Castiglione dei Pepoli, Firenzuola (FI), Grizzana Morandi, Monghidoro, Monzuno.

## Demografia
| Variação demográfica do município entre 1861 e 2011                               |
|                                                                                   |
| Fonte: Istituto Nazionale di Statistica (ISTAT) - Elaboração gráfica da Wikipedia |